# Alice Birch
Alice Birch (* 1986 in Malvern, Worcestershire) ist eine britische Dramatikerin und Drehbuchautorin.

## Leben und Karriere
Alice Birch wuchs zusammen mit ihrer Schwester in der Birchwood Hall Commune in den englischen Malvern Hills auf. Nach Beendigung der Schule nahm sie ein Studium an der University of Exeter auf, war aber schon während des Studiums in unterschiedlicher Weise in das Theater involviert. Zwischen 2005 und 2007 nahm sie am Royal Court's Young Writers Programme teil. Das Londoner Royal Court Theatre unterstützt in seinem Literaturprogramm junge Autoren beim Schreiben von Theaterstücken und verschafft ihnen die Möglichkeit, ihre Stücke auf einer Bühne zu proben und aufzuführen. Nach Abschluss des Studiums 2009 arbeitete sie mit Gruppen junger Autoren am National Theatre und am Royal Court zusammen.
Eins von Birch frühen Stücken ist Astronauts, das sie mit 20 jungen Leuten im Alter von 16 bis 19 Jahren erarbeitete. Das für ihr Bühnenwerk typische Stück spielt auf dem Hintergrund des Immobiliencrashs in den 1990ern im Vereinigten Königreich. Themen – die sie in ihren Stücken anspricht – sind nicht nur die politische und soziale Situation im Vereinigten Königreich im Allgemeinen, sondern vor allem Probleme von Unterdrückung, physischer und psychischer Gewalt, mit denen sich Frauen, Heranwachsende und Kinder in der Gesellschaft konfrontiert sehen, so beispielsweise Missbrauch von Kindern (Many Moons) und Hardcore-Pornografie in We Want You To Watch. Dieses Stück ist eine Koproduktion mit RashDash, die 2015 im Londoner West End gespielt wurde und dann landesweit auf Tournee ging.
Birch verfasste das Drehbuch zu dem mehrfach ausgezeichneten Film Lady Macbeth (2016) nach einer Erzählung von Nikolai Leskow. Dieser Film wurde 2017 mit einem British Independent Film Award für das beste Drehbuch ausgezeichnet. Weitere Drehbücher für Film und Fernsehen gleichermaßen folgten, so war sie auch am Historienfilm Das Wunder (2022) beteiligt. Im April 2023 lief die von ihr geschaffene Fernsehadaption des von David Cronenberg inszenierten Bodyhorrorfilms Die Unzertrennlichen aus dem Jahr 1988 an; die doppelte Hauptrolle in der als Dead Ringers betitelten Miniserie übernahm Rachel Weisz.
| Jahr | Titel                                                              | Erstaufführung                                                               | Regie                 | Anmerkung | Deutsche Erstaufführung                                                  |  |
| ---- | ------------------------------------------------------------------ | ---------------------------------------------------------------------------- | --------------------- | --- | ------------------------------------------------------------------------ |  |
| 2011 | Many Moons                                                         | Theatre 503 17. Mai 2011                                                     | Derek Bond            | Theaterdebüt |                                                                          |  |
| 2013 | Little on the Inside                                               | Almeida Theatre 26. Juli 2013                                                | Lucy Morrison         | |                                                                          |  |
| 2014 | Astronauts                                                         | Company Three, London 2. Juli 2014                                           | Ned Glasier           | |                                                                          |  |
| 2014 | Revolt. She Said. Revolt Again                                     | Royal Shakespeare Company im Rahmen des Midsummer Mischief der RSC Juni 2014 | Erica Whyman          | 2014 George Devine Award 2014/15 Susan Smith Blackburn Prize (Finalistin)                                                          | Berliner Ensemble Regie: Christina Tscharyiski 13. Oktober 2018          |  |
| 2015 | Little Light                                                       | Orange Tree Theatre, Richmond 4. Februar 2015                                | David Mercatali       | |                                                                          |  |
| 2015 | We Want You to Watch                                               | National Theatre, London 11. Juni 2015                                       | Abbi Greenland        | |                                                                          |  |
| 2015 | The Lone Pine Club                                                 | Pentabus Touring Company 20. August 2015                                     | Elizabeth Freestone   | Theaterstück nach Motiven der Kinderbücher Lone Pine von Malcolm Saville                                                           |                                                                          |  |
| 2015 | Ophelias Zimmer                                                    | Schaubühne am Lehniner Platz 8. Dezember 2015                                | Katie Mitchell        | Kooperation mit dem Royal Court Theatre Übersetzung ins Deutsche von Gerhild Steinbuch nominiert für den Friedrich-Luft-Preis 2015 |                                                                          |  |
| 2016 | Schatten nach Elfriede Jelineks Prosastück Schatten. Eurydike sagt | Schaubühne am Lehniner Platz 28. September 2016                              | Katie Mitchell        | eine Kooperation mit dem Royal Court Theatre, London                                                                               |                                                                          |  |
| 2017 | Anatomy of a Suicide                                               | Royal Court Theatre 3. Juni 2017                                             | Katie Mitchell        | Susan Smith Blackburn Prize 2017/18                                                                                                | Deutsches Schauspielhaus, Hamburg Regie: Katie Mitchell 17. Oktober 2019 |  |
| 2018 | La maladie de la mort                                              | Bouffes du Nord, Paris                                                       | Regie: Katie Mitchell | Bearbeitung eines Texts von Marguerite Duras Englische Premiere am Barbican Theatre, 3. Oktober 2018                               |                                                                          |  |
| 2018 | [Blank]                                                            | Perfect Circle Youth Theatre production, The Malverns. 18. Februar 2018      |                       | National Theatre Connections | Badisches Staatstheater Karlsruhe Regie: Anna Bergmann 5. Februar 2022   |  |
| 2020 | Outline. Transit. Kudos.                                           | National Theatre, London 1. Oktober 2020                                     | Katie Mitchell        | Adaption von Rachel Cusks Trilogie Kam im Zuge der Corona-Pandemie nicht zur Aufführung                                            |                                                                          |  |

## Filmografie (Auswahl)
- 2016: Lady Macbeth
- 2020: Normal People (Fernsehserie, basierend auf dem gleichnamigen Roman von Sally Rooney)
- 2021: Ein Festtag (Mothering Sunday)
- 2022: Das Wunder (The Wonder)
- 2023: Dead Ringers (Miniserie)
- 2023: The End We Start From

## Preise und Auszeichnungen (Auswahl)
- 2014: Arts Foundation Award for Playwriting
- 2014: George Devine Award
- 2015: Friedrich-Luft-Preis (Nominierung)
- 2017: British Independent Film Awards für Lady MacBeth – bestes Drehbuch
- 2018: Susan Smith Blackburn Prize für Anatomy of a Suicide[7]
- 2020: Writers Guild of America Award, für die Serie Succession